# 동안거를 마치고 길을 나서다
《동안거를 마치고 길을 나서다》(영어: He Walks His Way After The Winter Meditation)는 대한민국에서 제작된 이민경 감독의 2001년 드라마 영화이다. 성세원 등이 주연으로 출연하였고 조성진 등이 제작에 참여하였다.
서울 중구 저동의 중앙시네마에서 11월 27일 무료 상영되었다.

## 출연

### 주연
- 성세원 - 수행승
- 김건호 - 등산객 1
- 고진명 - 등산객 2

## 기타
- 조명: 문형준
- 스틸: 최순희
- 조감독: 채희제
- 동시녹음: 홍성환
- 동시녹음: 이상욱
- 분장: 신정선